# Celtis australiensis
Celtis australiensis är en hampväxtart som beskrevs av Sattarian. Celtis australiensis ingår i släktet Celtis och familjen hampväxter. Inga underarter finns listade i Catalogue of Life.